# Albert-Einstein-Gymnasium München

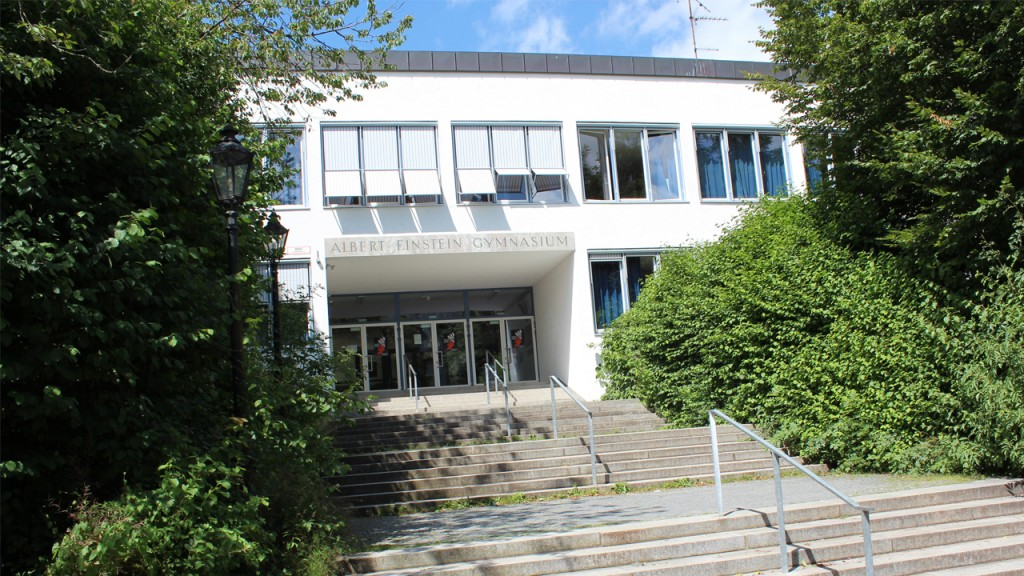
Haupteingang des Albert-Einstein-Gymnasiums München

Das Albert-Einstein-Gymnasium (AEG) ist ein sprachliches und naturwissenschaftlich-technologisches Gymnasium im Münchner Stadtteil Harlaching. Im Schuljahr 2023/24 wurden 856 Schüler von 64 hauptamtlichen Lehrkräften unterrichtet. Das Gymnasium hat einen sprachlichen und seit dem Schuljahr 2008/09 auch einen naturwissenschaftlich-technologischen Zweig.

## Geschichte
Am 1. Oktober 1864 nahm das Münchner Realgymnasium als erste bayerische Schule dieses neuen Typs seinen Unterrichtsbetrieb auf. Nach mehreren Erweiterungen wurden 1905 aus Raumnot mehrere Klassen gastweise als Filiale in der Königlichen Luitpold-Kreisrealschule an der Alexandrastraße untergebracht. Diese Zweigstelle der Schule wurde in den folgenden Jahren mehrmals verlegt, bis sie 1913 neue Räume im ehemaligen „Krüppelheim“ an der Klenzestraße bezog. Zum 1. September 1918 wurde diese Filiale von der Mutterschule abgetrennt und mit dem Königlichen Luitpoldgymnasium unter der Bezeichnung Neues Realgymnasium unter einer Leitung zusammengeführt.
Das Königliche Luitpold-Gymnasium war 1887 als viertes humanistisches Gymnasium Münchens in dem Gebäude des ehemaligen Militärlazaretts in der Müllerstraße eröffnet worden. Albert Einstein war hier von Oktober 1888 bis Dezember 1894 Schüler.
Zunächst betrieb das Neue Realgymnasium beide Standorte in der Klenze- und der Müllerstraße. 1921 zog die Schule vollständig in die Müllerstraße. Am 11. Januar 1938 wurde das Neue Realgymnasium in Oberschule für Jungen in der Müllerstraße umbenannt. Das Schulgebäude wurde 1944 durch zwei Luftangriffe zerstört. Im Jahr 1952 zog das Neue Realgymnasium in ein Schulgebäude an der Eduard-Schmid-Straße. Dieses war nach wechselnder Belegung 1943 zerstört und 1952 wiederaufgebaut worden. Der Baubeginn eines neuen Gebäudes in Harlaching war im Juli 1959. Zwei Jahre später wurde die neue Schule offiziell eröffnet, wobei noch bis 1965 sechs Klassenzimmer in der Eduard-Schmid-Straße verblieben.
Das Kultusministerium verlieh der Schule am 26. November 1965 zu Ehren des Physiknobelpreisträgers und ehemaligen Schülers der Schule den Namen Albert-Einstein-Gymnasium.

## Schulprojekte
Im April 2000 gründeten Lehrer, Eltern und Schüler des Gymnasiums den Verein SchuPa Kenia e. V. Insgesamt konnten bislang über 100.000 Euro Schulgeld und Ausstattung für Schulen in Kenia gesammelt werden. Der Verein hat über 350 Mitglieder (Stand 2019).
Im Jahr 2004 erhielt die Schule für ihr umweltpolitisches Engagement den Münchner Umweltpreis.
2007 wurde dem Gymnasium der Titel Umweltschule in Europa verliehen.
Die Schule betreibt Schulaustausch mit Schulen in Frankreich, Spanien, Großbritannien, den Vereinigten Staaten von Amerika und der Volksrepublik China.
2015 wurde das Albert-Einstein-Gymnasium nach mehrjähriger Entwicklungsphase zur Referenzschule für Medienbildung ernannt.

## Bekannte Schüler
- Stephan Bastian, Königlich Bayerischer Hofphotograph, u. a. auf dem Münchner Oktoberfest
- Benedikt Böhm (* 1977), Extremsportler
- Dieter Deventer (* 1953), Kameramann und Fotograf
- Albert Einstein (1879–1955), Physiker und Nobelpreisträger
- Alfred Einstein (1880–1952), Musikwissenschaftler
- Constantin Gerhardinger (1888–1970), Maler
- Max Greger junior (* 1951), Pianist, Keyboarder, Komponist und Arrangeur
- Sebastian Haag (1978–2014), Extremsportler und Veterinär
- Erich Hallhuber (1951–2003), Volksschauspieler und Synchronsprecher
- Michael M. Kochen (* 1950), Mediziner und Wissenschaftler
- Helmer von Lützelburg (* 1956), Regisseur, Drehbuchautor, Filmproduzent
- Franz Marc (1880–1916), Maler, Zeichner, Grafiker
- Paul Marc (1877–1949), Byzantinist und Diplomatiker
- Alexander Mann (* 1980), deutscher Bobfahrer
- Willy Michl (* 1950), Liedermacher
- Christoph Probst (1919–1943), liberaler, später römisch-katholischer Student der Medizin und Mitglied der Weißen Rose
- Alexander Schmorell (1917–1943), Mitbegründer der Widerstandsgruppe Weiße Rose, Heiliger der Russisch Orthodoxen Kirche im Ausland
- Johannes Singhammer (* 1953), Politiker (CSU)
- Anselm Weber (* 1963), Theaterregisseur und Intendant
- Daniel Harrich (* 1983), Journalist und Filmemacher